# Fêtes et jours fériés en Corée du Nord

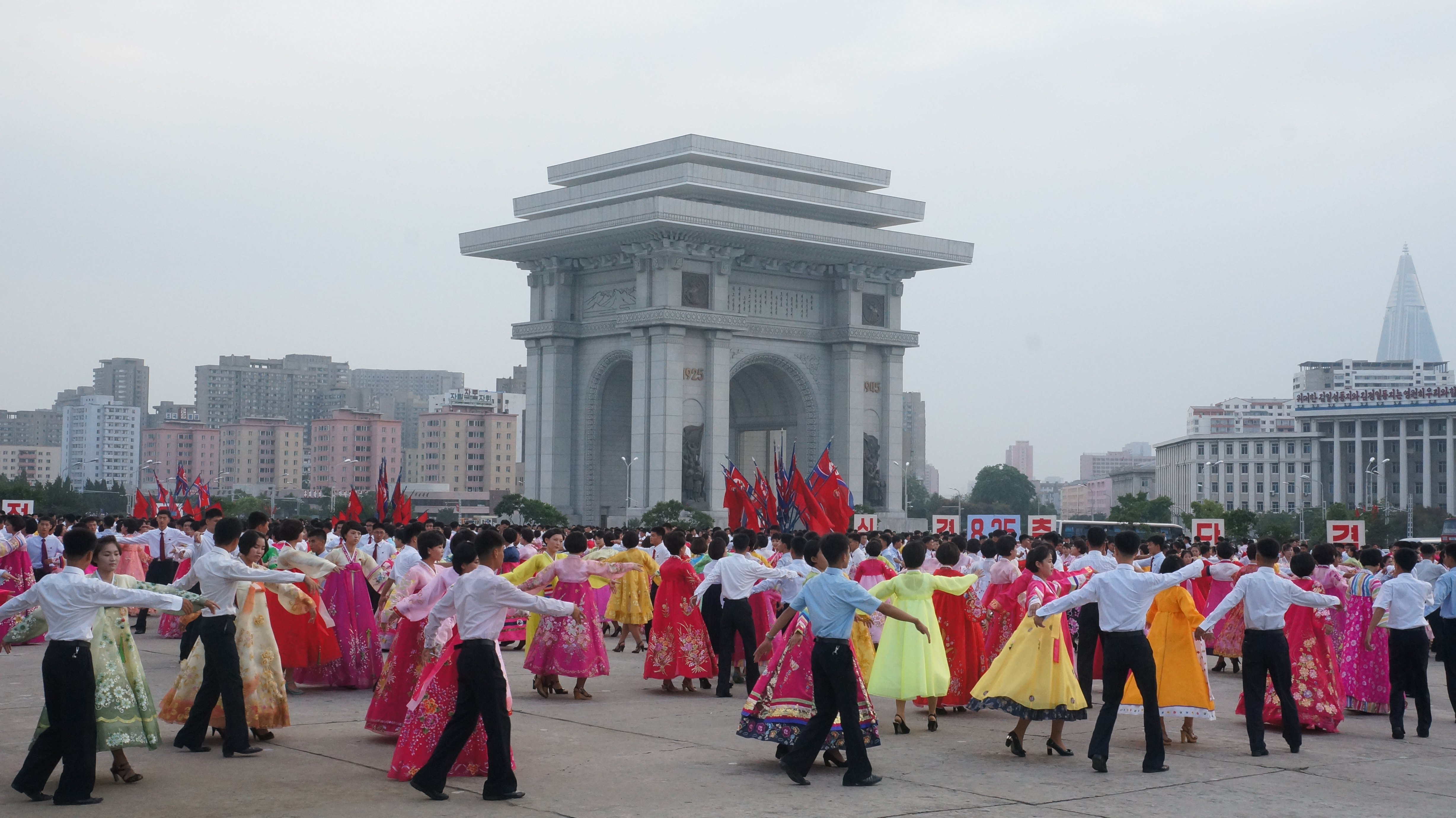
Le jour du Songun (25 août).

Il y a actuellement chaque année 71 fêtes et jours fériés en Corée du Nord. Par le passé, les Nord-Coréens dépendaient des rations fournies par l'État lors des fêtes pour les banquets. Récemment, les gens peuvent cependant épargner de l'argent et acheter les produits dont ils ont besoin.
Le Jour du Soleil, qui marque l'anniversaire du fondateur et premier dirigeant, Kim Il-sung, le 15 avril, est la plus importante fête du pays. La seconde plus importante est le Jour de l'étoile brillante le 16 février qui marque l'anniversaire de Kim Jong-il. L'anniversaire de l'actuel dirigeant Kim Jong-un n'est pas encore une fête nationale. Parmi les autres fêtes importantes sont le Jour de la fondation du Parti (10 octobre) et le Jour de la fondation de la République (9 septembre).

## Liste
| Date                                | Nom français                                                                                 | Notes | Remarques | Nom coréen               |
| ----------------------------------- | -------------------------------------------------------------------------------------------- | --- | --------- | ------------------------ |
| 1er janvier                         | Jour de l'an                                                                                 | Célèbre le début du Nouvel an grégorien. |           |                          |
| 15 janvier                          | Jour du hangeul                                                                              | Commémore l'invention (1443) et la proclamation (1446) du Chosongul, l'alphabet natif de la langue coréenne. le roi Sejong le Grand, inventeur du Chosongul, est l'un des dirigeants les plus honorés de l'histoire coréenne.                                                                                                 |           |                          |
| 8 février                           | Jour de la fondation de l'armée                                                              | Kim Jong-un a rétabli la date du 8 février à la place du 25 avril en 2015. |           | 인민군 창건일            |
| 14 février                          | Jour du généralissime                                                                        | Honore le jour où Kim Jong-il a reçu le titre de « Généralissime de la république démocratique populaire de Corée » à titre posthume en 2012 |           |                          |
| 16 février                          | Jour de l'étoile brillante                                                                   | Anniversaire de Kim Jong-il | 2 jours   |                          |
| 2 mars                              | Journée de la plantation de l'arbre                                                          | Les personnes à travers le pays plantent des arbres, |           |                          |
| 8 mars                              | Journée internationale des femmes                                                            | |           |                          |
| Dernier jour du 12e mois lunaire    | Seotdal Geumeum                                                                              | Nouvel an coréen, basé sur le calendrier coréen. |           |                          |
| 1er jour du 1er mois lunaire        | Seollal                                                                                      | Nouvel an coréen, basé sur le calendrier coréen. | 3 jours   |                          |
| 15 avril                            | Jour du Soleil                                                                               | Anniversaire de Kim Il-sung. | 3 jours   | 태양절                   |
| 21 avril                            | Anniversaire de Kang Pan-sok                                                                 | Commémore la naissance de la mère de Kim Il-sung. |           |                          |
| 15e jour du 1er mois lunaire        | Daeboreum                                                                                    | Basé sur le calendrier coréen. |           |                          |
| 1er jour du 1er mois lunaire        | Meoseumnal                                                                                   | Basé sur le calendrier coréen. |           |                          |
| 3e jour du 3e mois lunaire          | Fête de Shangsi                                                                              | Basé sur le calendrier coréen. |           |                          |
| 105e jour après le solstice d'hiver | Festival de la nourriture froide                                                             | Basé sur le calendrier coréen. |           |                          |
| 8e jour du 4e mois lunaire          | Anniversaire de Bouddha                                                                      | Basé sur le calendrier coréen. |           |                          |
| 1er mai                             | Fête du travail                                                                              | Célèbre les réalisations économiques et sociales des travailleurs. |           |                          |
| 6 juin                              | Jour de la fondation de l'union des enfants de Corée                                         | Commémore la fondation en 1946 de l'union des enfants de Corée. |           |                          |
| 19 juin                             | Anniversaire du commencement du travail de Kim Jong-il au Comité central du Parti du travail | Officiellement un jour férié depuis 2015, mais célébré officieusement auparavant, ce jour de vacances marque la fin des études en 1964 de Kim Jong-il à l'université Kim Il-sung et le début de son travail dans l'organisation du parti.                                                                                     |           |                          |
| 5e jour du 5e mois lunaire          | Dano-je                                                                                      | Basé sur le calendrier coréen. |           |                          |
| 3 juillet                           | Jour des forces balistiques                                                                  | Une nouvelle fête établie le 24 juin 2016 par l'ordonnance no 1177 du Présidium de l'Assemblée populaire suprême qui commémore la fondation des forces balistiques le 3 juillet 1999. |           |                          |
| 27 juillet                          | Jour de la victoire dans la grande Guerre de libération de la patrie                         | Fin de la guerre de Corée en 1953. |           | 조국해방전쟁 승리 기념일 |
| 15 août                             | Jour de la libération                                                                        | Établi après la libération de Corée en 1945. |           | 조국해방기념일           |
| 25 août                             | Jour du Songun                                                                               | Nouvelle fête établie en 2013 pour commémorer la visite d'inspection de Kim Jong-il à la 105e division blindée de garde Seoul Ryu Kyong Su de l'Armée populaire de Corée le 25 août 1960, ce qui est toujours considéré comme le « début de la direction révolutionnaire du Songun » par le gouvernement de la Corée du Nord. |           | 광명성절                 |
| 9 septembre                         | Jour de la fondation de la République                                                        | Fondation de la république démocratique populaire de Corée en 1948. |           | 인민정권 창건일          |
| 15e jour du 6e mois lunaire         | Yudu                                                                                         | Basé sur le calendrier coréen. |           |                          |
| 7e jour du 7e mois lunaire          | Chilseok                                                                                     | Basé sur le calendrier coréen. |           |                          |
| 15e jour du 7e mois lunaire         | Fête des fantômes                                                                            | Basé sur le calendrier coréen. |           |                          |
| 15e jour du 8e mois lunaire         | Fête des récoltes                                                                            | Basé sur le calendrier coréen. |           |                          |
| 10 octobre                          | Jour de la fondation du Parti                                                                | Fondation du parti du travail de Corée en 1945. |           | 노동당 창건일            |
| 9e jour du 9e mois lunaire          | Fête du double neuf                                                                          | Basé sur le calendrier coréen. |           |                          |
| 16 novembre                         | Fête des mères,                                                                              | Nouvelle fête depuis 2012 en l'honneur de toutes les mères. |           |                          |
| 20 décembre                         | Dongzhi (en)                                                                                 | Solstice d'hiver, basé sur le calendrier coréen. |           |                          |
| 24 décembre                         | Anniversaire de Kim Jong-suk                                                                 | Commémore la naissance de la mère de Kim Jong-il. |           |                          |
| 27 décembre                         | Jour de la constitution                                                                      | Proclamation de la constitution de la Corée du Nord en 1998. |           |                          |
| 31 décembre                         | Réveillon                                                                                    | Célèbre la fin de l'année grégorienne. |           |                          |